# Pałatka

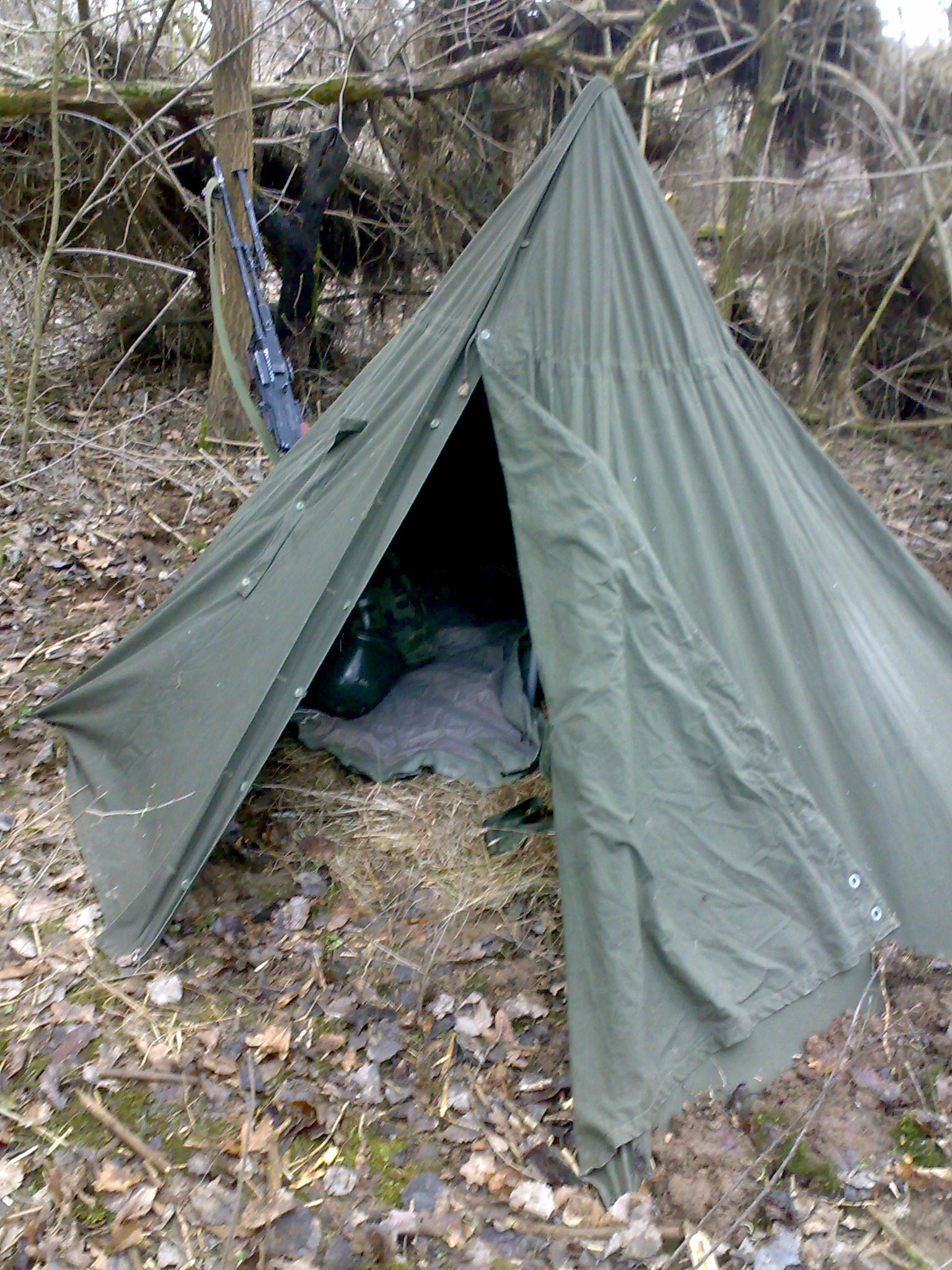
Namiot wykonany z dwóch pałatek Wojska Polskiego

Pałatka, płaszcz pałatka (ros. плащ-палатка, płaszcz namiot) – długa i obszerna wojskowa peleryna, dająca okrycie całej postaci wraz z plecakiem i bronią osobistą. Dwie razem spięte pałatki tworzą powłokę namiotu w kształcie stożka. Możliwe jest budowanie namiotu z większej ilości pałatek mogących pomieścić więcej osób. Była na wyposażeniu żołnierzy w wielu armiach. Początkowo tylko jako płachta namiotowa, którą w armii rosyjskiej w 1910 zmodernizowano i otrzymał oficjalną nazwę – „Żołnierski Namiot-Płaszcz”. Wprowadzenie nadruków w barwach ochronnych umożliwiało maskowanie w terenie. Jednocześnie zrolowana i wypełniona np. słomą umożliwiała łatwiejsze przeprawienie się wraz z bronią przez przeszkody wodne.

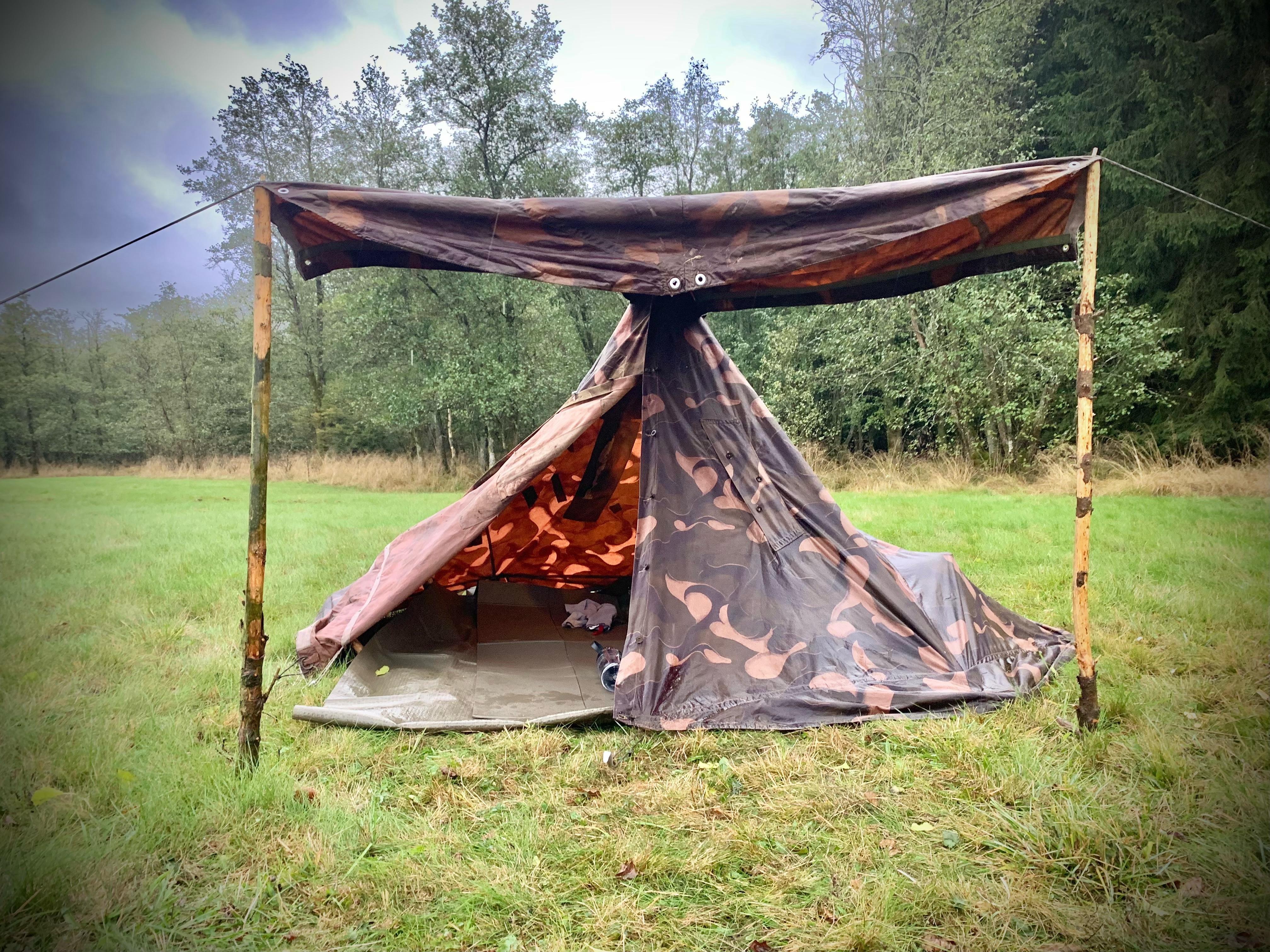
Namiot wykonany z dwóch pałatek z zadaszeniem przedsionka z trzeciej pałatki (armia węgierska)

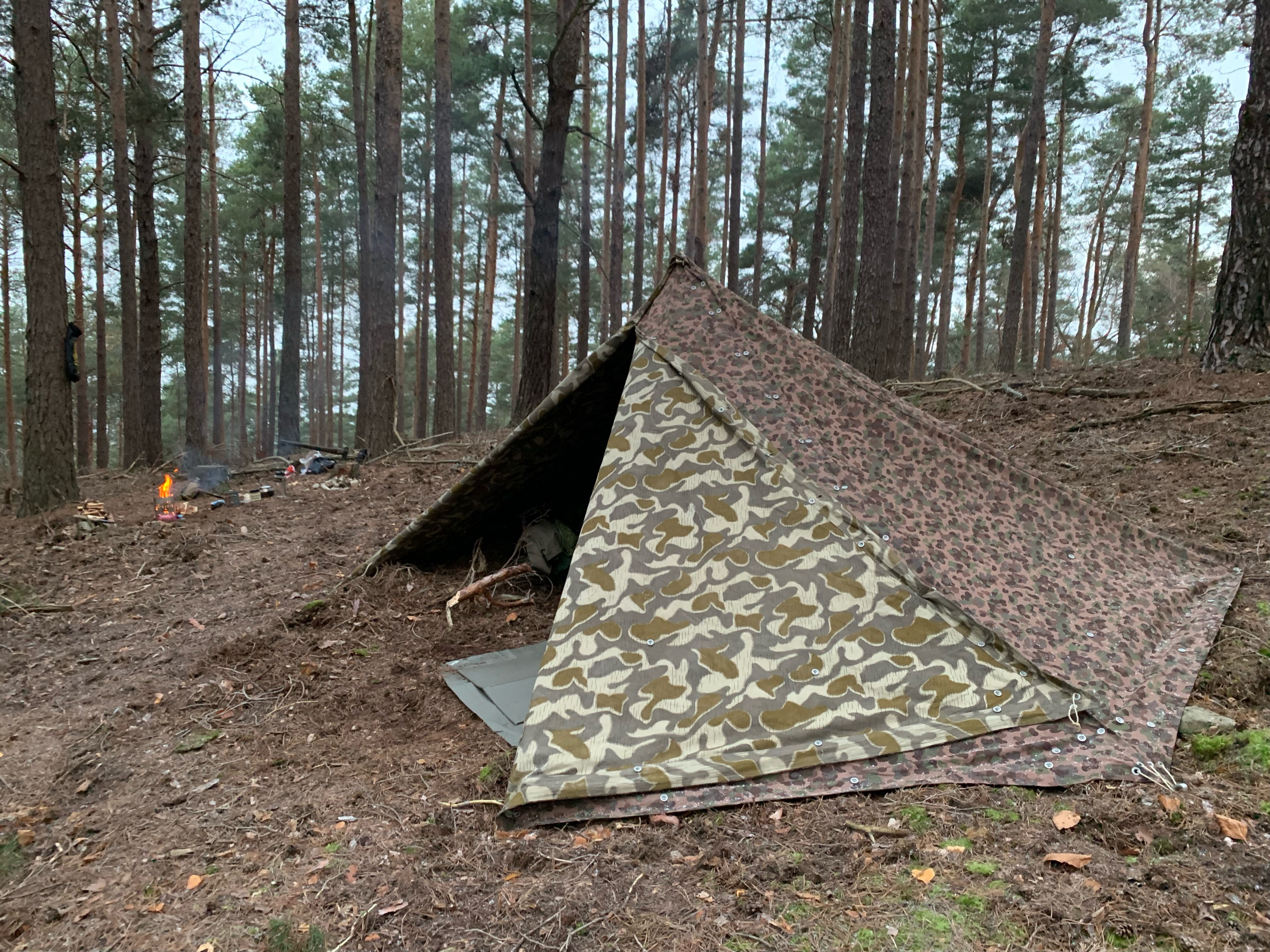
Namiot wykonany z czterech pałatek (armia austriacka)

## Historia
Za protoplastę płaszczy-pałatek można uznać płaszcze przeciwdeszczowe, które były używane w armii rosyjskiej od czasów Piotra I. Płaszcze przeciwdeszczowe zaczęły być aktywnie wykorzystywane jako część wyposażenia wojskowego w drugiej połowie XIX w. W Rosji peleryna nieprzemakalna weszła do standardowego wyposażenia oficerów w 1894. Od 1910 weszła na żołnierskie wyposażenie jako płaszcz-pałatka i od tego czasu do początku XXI w. prawie się nie zmieniła. W Armii Czerwonej zgodnie z regulaminem była zrolowana podpinana dwoma paskami do dolnej części plecaka.
Zestaw radzieckiej płaszcz-pałatki zawierał: tkaninę 180 × 180 centymetrów, składany stojak z dwoma prętami o długości 65 centymetrów, dwa kołki, sznurek do sznurowania.
W czasie II wojny światowej Wehrmacht dysponował znacznie wygodniejszymi, praktycznymi płaszczami przeciwdeszczowymi w kształcie trójkąta wykonanymi z wodoodpornego płótna. Dwa boki niemieckiego płaszcza przeciwdeszczowego miały długość 203 cm, jeden bok 250 cm. Wzdłuż każdego z krótszych boków znajdowało się 12 guzików i pętelek, a wzdłuż dłuższego boku sześć dziurek z metalowymi brzegami i dodatkowo sześć guzików. Przez otwory za pomocą specjalnej linki napinającej można było zbudować namiot. Podobnie jak radziecki płaszcz przeciwdeszczowy, niemiecki płaszcz przeciwdeszczowy mógł służyć jako nakrycie lub pościel, a dwa płaszcze przeciwdeszczowe mogły służyć jako namiot chroniący przed deszczem. Ponadto niemiecki płaszcz przeciwdeszczowy miał dwustronny kamuflaż i mógł służyć również jako osłona maskująca. Istnieje amerykański płaszcz przeciwdeszczowy typu „ponczo”.
Oficjalna nazwa pałatki polskiej produkcji to „peleryna-namiot”. Najbardziej popularna wersja produkowana od lat 70. XX wieku występowała w trzech rozmiarach, które ustala się na podstawie liczby otworów na „szpilki” namiotowe na dolnej krawędzi oraz w dwóch wariantach kolorystycznych:
- ciemnego khaki – dla wojsk lądowych
- ciemno granatowego – dla Marynarki Wojennej oraz WOPK

Połączenie dwóch pałatek ich guzikami daje namiot o średnicy podstawy około 180 cm. W tym celu wraz z płaszczem-namiotem wydawano omasztowanie, które stanowiło (w zależności od wersji) dwie lub trzy rurki aluminiowe, cztery szpilki służące do ustabilizowania połów pałatki oraz materiałowy pokrowiec w odpowiednim kolorze. Taki komplet żołnierz Ludowego Wojska Polskiego przenosił w tornistrze zwanym kostką.

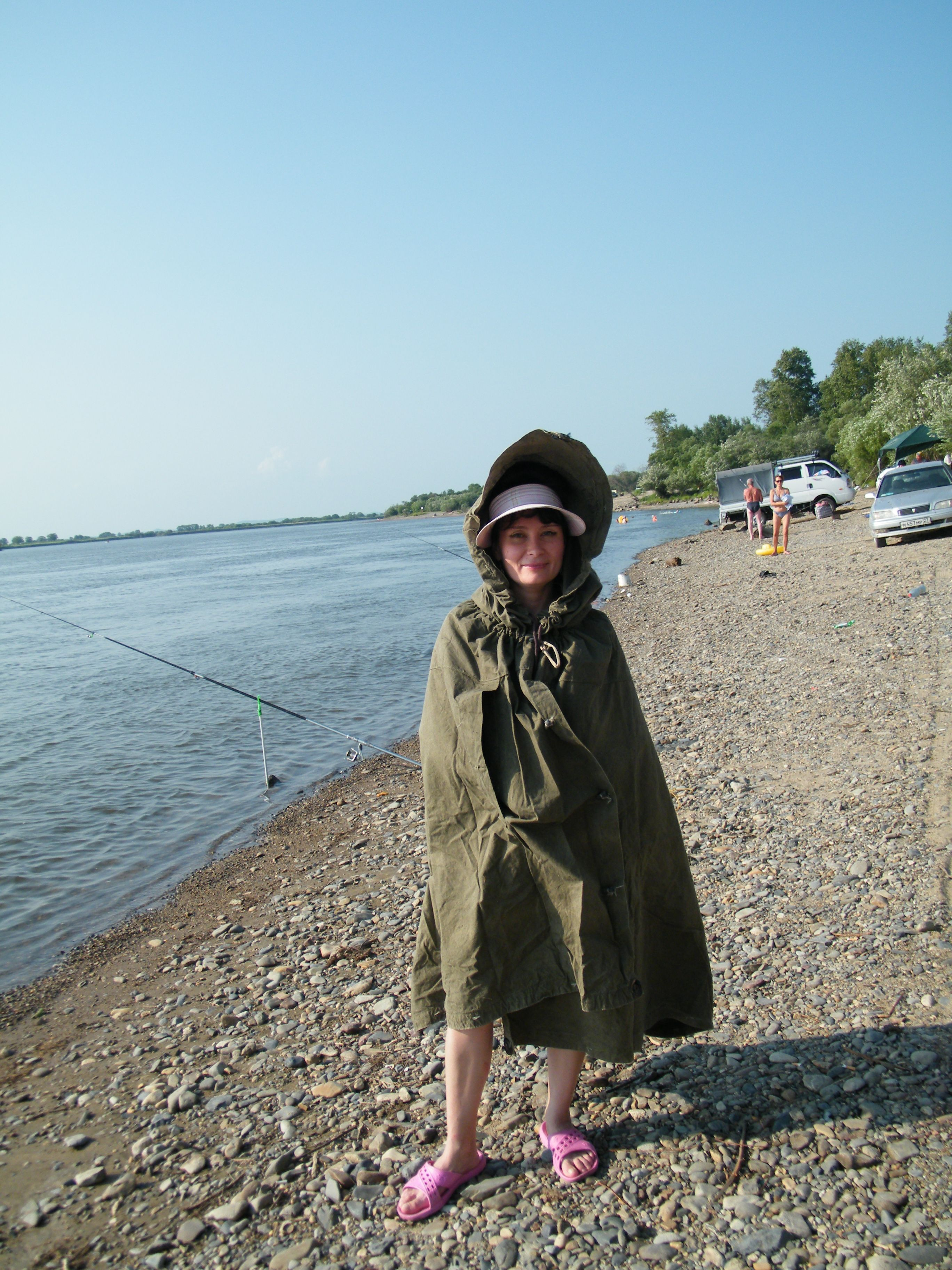
Płaszcz-pałatka jako peleryna

Namioty z pałatek były wykorzystywane (między innymi) na wyjazdach studenckich kół przewodnickich. Wyprzedaże zasobów wojskowych (demobil) prowadzone przez Agencję Mienia Wojskowego rozpowszechniły płaszcze-pałatki również poza wojskiem. Obecnie pałatki są również używane przez pasjonatów survivalu i rekonstruktorów historycznych.

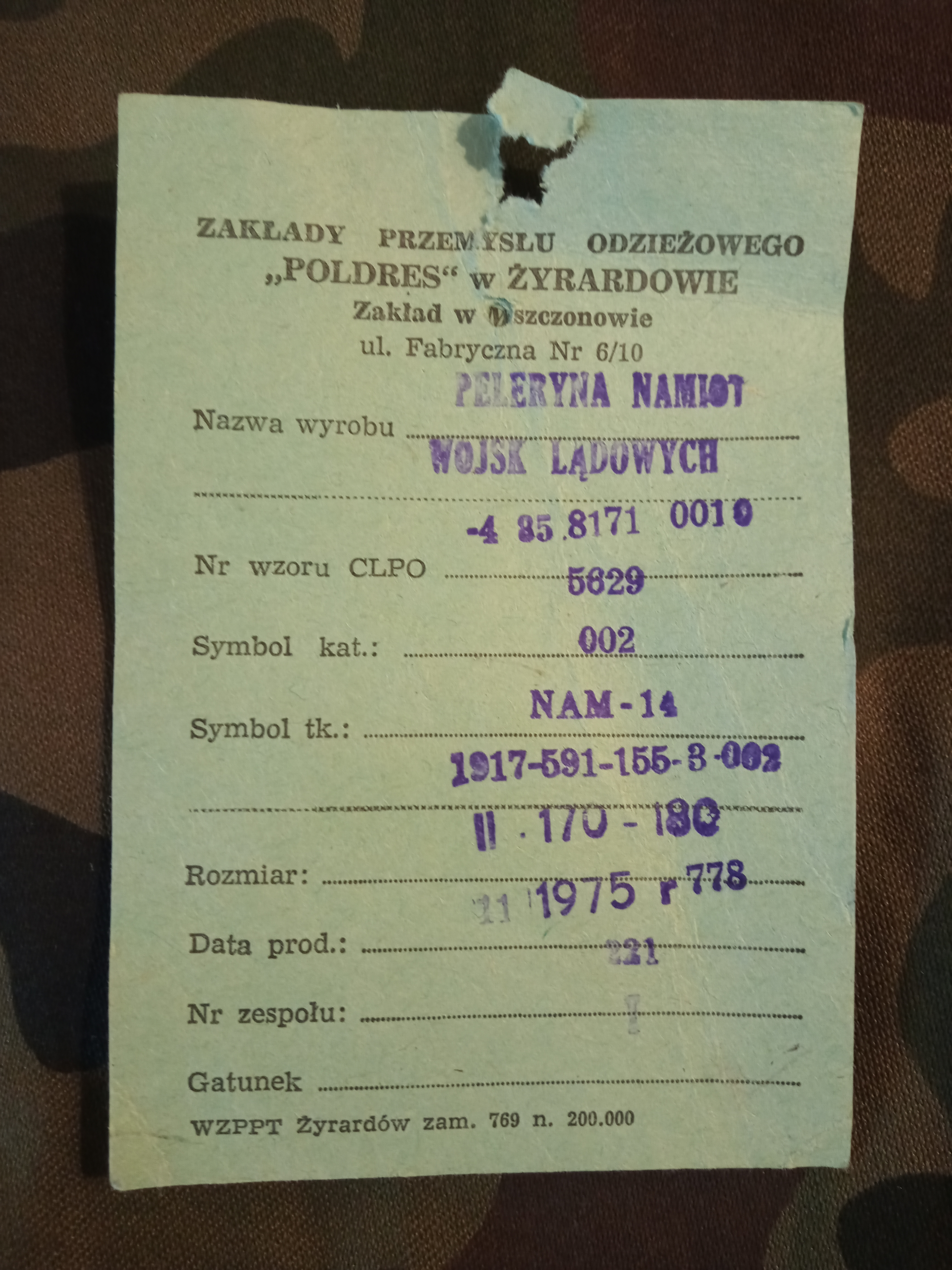
Oryginalna metka pałatki wojskowej wyprodukowanej w 1975 roku. Widoczny podany rozmiar wraz z zakresem wzrostu użytkownika (rozmiar II – 170-180).

## Budowa
Pałatka będąca na wyposażeniu polskiego wojska jest grubą, impregnowaną tkaniną płócienną mającą po rozłożeniu kształt zbliżony do wycinka wielokąta prawidłowego. Na końcach materiału posiada aluminiowe oczka służące do przytwierdzenia szpilkami materiału do ziemi. Pałatka zapinana jest na dziewięć płaskich guzików z tworzywa sztucznego. Noszona może być z wykorzystaniem części górnej jako kaptura (regulowanego sznurkami) lub też przewieszona przez ramiona ze zrolowanym kapturem. Poniżej ramion ma z każdej obu stron wycięcia do przekładania rąk (zapinane na trzy guziki).  